# Stazione di Celerina Staz
La stazione di Celerina Staz è una fermata ferroviaria della ferrovia del Bernina, gestita dalla Ferrovia Retica. È al servizio del comune di Celerina.

## Storia

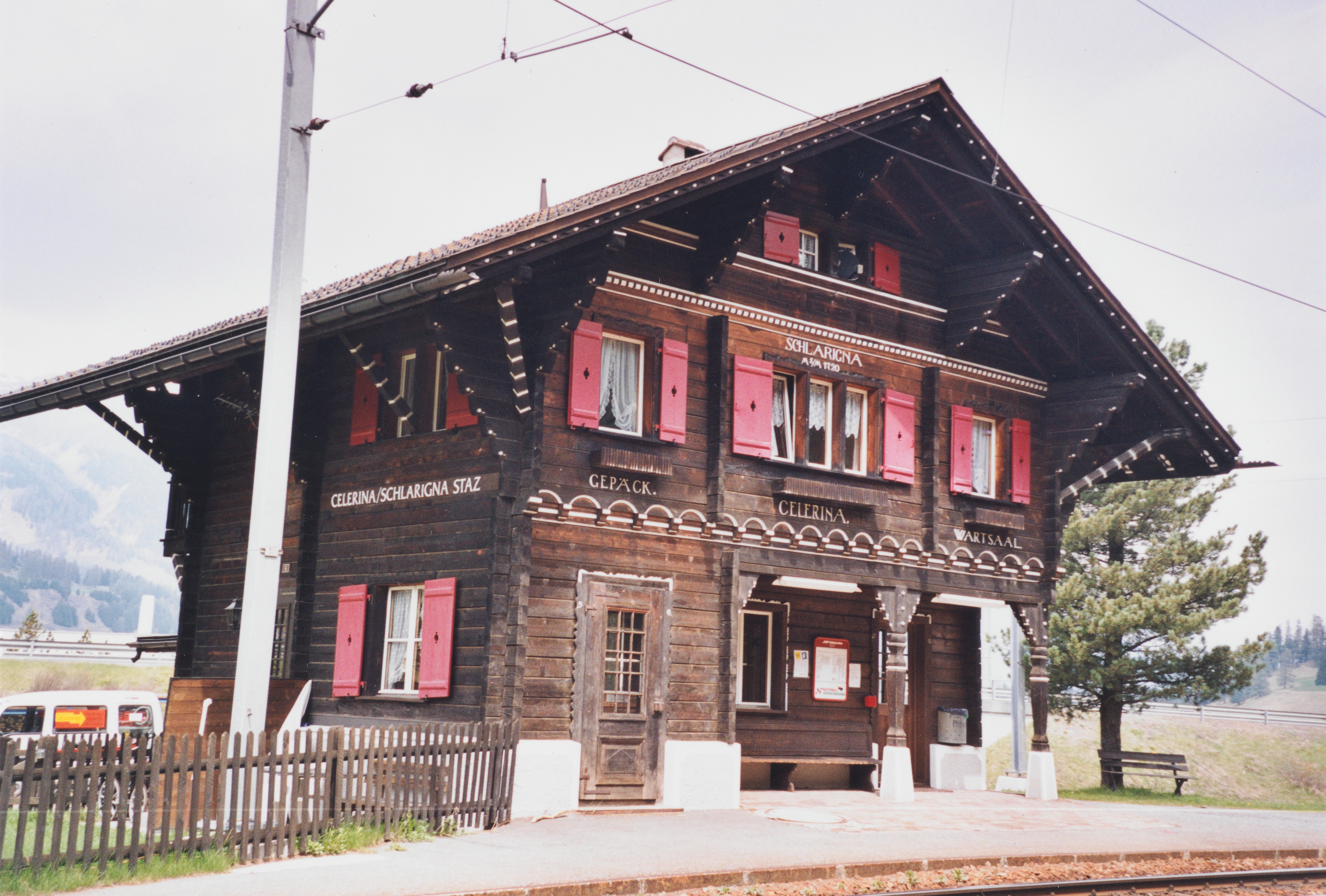
nel 2003

La stazione entrò in funzione il 18 agosto 1908 insieme alla tratta Pontresina-Celerina della linea del Bernina della Ferrovia Retica.